# 福井県道249号田烏公園線
福井県道249号田烏公園線（ふくいけんどう249ごう たがらすこうえんせん）は福井県小浜市内の国道と国立若狭湾青少年自然の家（田烏）を結ぶ一般県道である。

## 路線概要
国立若狭湾青少年自然の家と国道を結ぶ役割を担う県道である。この周辺には他に民家や施設等は無く、完全に以上の役割のみを果たす県道といえる。この国立若狭湾青少年自然の家は若狭湾において海産物の採取体験やスキューバダイビング体験、カヤック体験など、海での体験学習を主な目的とする施設なので、冬季以外の季節の利用を主に考慮され指定された県道である。

### 路線データ
- 起点：福井県小浜市大浜
- 終点：同市田烏

## 道路状況
常神半島と内外海半島の中間にある獅子ヶ崎、黒崎の西側沿岸をクネクネと進む山岳県道である。沿線に一切の施設は無く、また途中交差接続する道路も無い単純明快な道といえる。上記した通り、春夏秋は利用も多くバス等による混雑も見られるが、冬は閑散としており除雪すらされていない場合が多い。冬の利用者はこの国立若狭湾青少年自然の家の関係者程度であり、他に利用する人もいないため、特に問題も無いものと思われる。この国立若狭湾青少年自然の家は日本海側でも屈指の規模を誇る施設なので、この県道249号もその利用者を支えるために指定されたであろうと窺える県道である。

## 接続道路
- 国道162号（終点）

## 沿線
- 国立若狭湾青少年自然の家（起点）